# Николау-и-Парера, Антони

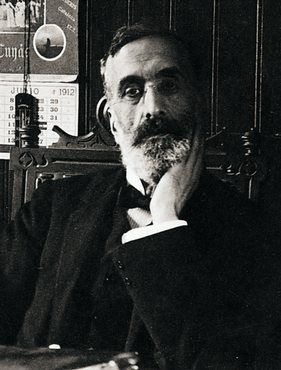

Антони Николау-и-Парера (кат. Antoni Nicolau i Parera; 8 июня 1858, Барселона — 26 февраля 1933, Барселона) — испанский композитор и дирижёр.
Учился в Барселоне у Жоана Баутисты Пужоля (фортепиано) и Габриэля Баларта (композиция), затем в Париже, где продолжал жить и работать до 1886 г.
В 1900 г. первым на Пиренейском полуострове исполнил полный цикл симфоний Бетховена. Руководил барселонской Муниципальной школой музыки. Автор симфонических, хоровых, вокальных сочинений, в том числе на стихи Жасинта Вердагера.